# (35462) Maramkaire
(35462) Maramkaire, désignation provisoire 1998 DW23, est un astéroïde de la ceinture principale découvert en 1998.

## Description
(35462) Maramkaire a été découvert le 27 février 1998 au Centre de recherches en géodynamique et astrométrie (CERGA), à Caussols en France, par le projet scientifique européen OCA-DLR Asteroid Survey (ODAS).

### Caractéristiques orbitales
L'orbite de cet astéroïde est caractérisée par un demi-grand axe de 2,67 ua, un périhélie de 2,46 ua, une excentricité de 0,08 et une inclinaison de 7,36° par rapport à l'écliptique. Du fait de ces caractéristiques, à savoir un demi-grand axe compris entre 2 et 3,2 ua et un périhélie supérieur à 1,666 ua, il est classé, selon la JPL Small-Body Database, comme objet de la ceinture principale.

### Caractéristiques physiques
(35462) Maramkaire a une magnitude absolue (H) de 15,0 et un albédo estimé à 0,193.

## Étymologie
Ce  astéroïde est nommé en l'honneur de Maram Kairé.